# Berula thunbergii
Berula thunbergii är en växtart i släktet bäckmärken och familjen flockblommiga växter. Den beskrevs av Augustin Pyrame de Candolle och fick sitt nu gällande namn av Hermann Wolff.

## Utbredning
Arten förekommer i Afrika, från Sudan och Etiopien i norr till Sydafrika i söder.